# Löffingen
Löffingen är en stad i Landkreis Breisgau-Hochschwarzwald i regionen Südlicher Oberrhein i Regierungsbezirk Freiburg i förbundslandet Baden-Württemberg i Tyskland.
Staden ingår i kommunalförbundet Löffingen tillsammans med kommunen Friedenweiler.